# Cyclopina parapsammophila
Cyclopina parapsammophila is een eenoogkreeftjessoort uit de familie van de Cyclopinidae. De wetenschappelijke naam van de soort is voor het eerst geldig gepubliceerd in 1980 door Herbst.